# Ceca (Antigua Atenas)
La Ceca (en griego antiguo: Ἀργυροκοπεῖον, romanizado: Argyrokopeion) era un antiguo edificio de la Casa de la Moneda de Atenas. Estaba situado en el lado sureste del Ágora de Atenas.
La ceca se construyó en la época clásica alrededor del año 400 a. C. Se utilizaba para la producción de monedas acuñadas por la ciudad-Estado de Atenas. En los años 200 y 100 a. C., se sabe que allí se acuñaron al menos monedas de bronce, pero no hay constancia de que se produjeran monedas de plata. En el siglo I d. C., se construyeron en el lugar el Ninfeo y el llamado Templo del sureste. En la actualidad, el emplazamiento de la Ceca se encuentra junto a la Iglesia de los Santos Apóstoles  de época bizantina, construida en la década de 900, en su lado sur.
Era un edificio relativamente grande, de planta cuadrada. Era de piedra caliza y medía aproximadamente 27 × 29 m. La parte norte del edificio estaba formada por un patio. El taller propiamente dicho estaba situado en una gran sala en la esquina suroeste del edificio. En la esquina sureste del edificio había dos salas más pequeñas, posiblemente utilizadas como almacén.
El edificio de la ceca ha sobrevivido muy mal a los tiempos modernos. Solo se conserva una pequeña parte de sus cimientos. En la zona se han encontrado monedas y piezas de bronce sin acuñar, así como indicios de hogares, escoria y material de desecho.